# Girsterklaus
Girsterklaus (en luxembourgeois : Giischterklaus ) est une localité de la commune luxembourgeoise de Rosport-Mompach située dans le canton d'Echternach.

## Histoire
Jusqu'en 1822, Girsterklaus faisait partie de la commune de Born. Lors de la dissolution de la commune, alors que les sections de Dickweiler, Girst, Hinkel et Hinkelermuhl intègrent la commune de Rosport, Born est rattaché à la commune de Mompach.
Le 1er janvier 2018, les deux communes de Rosport et Mompach fusionnent pour former la nouvelle commune de Rosport-Mompach.

## Culture locale et patrimoine

### Lieux et monuments

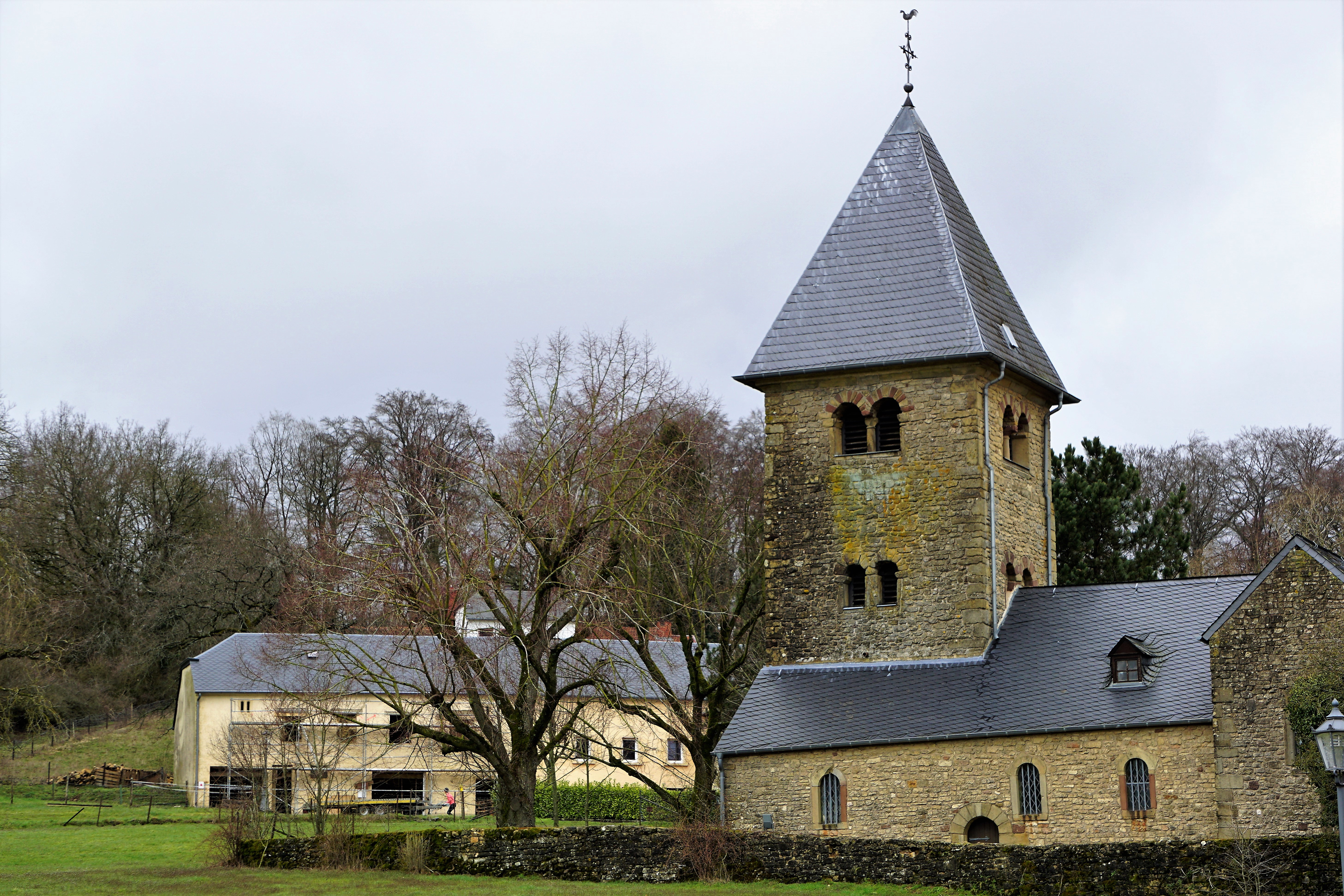
La chapelle.
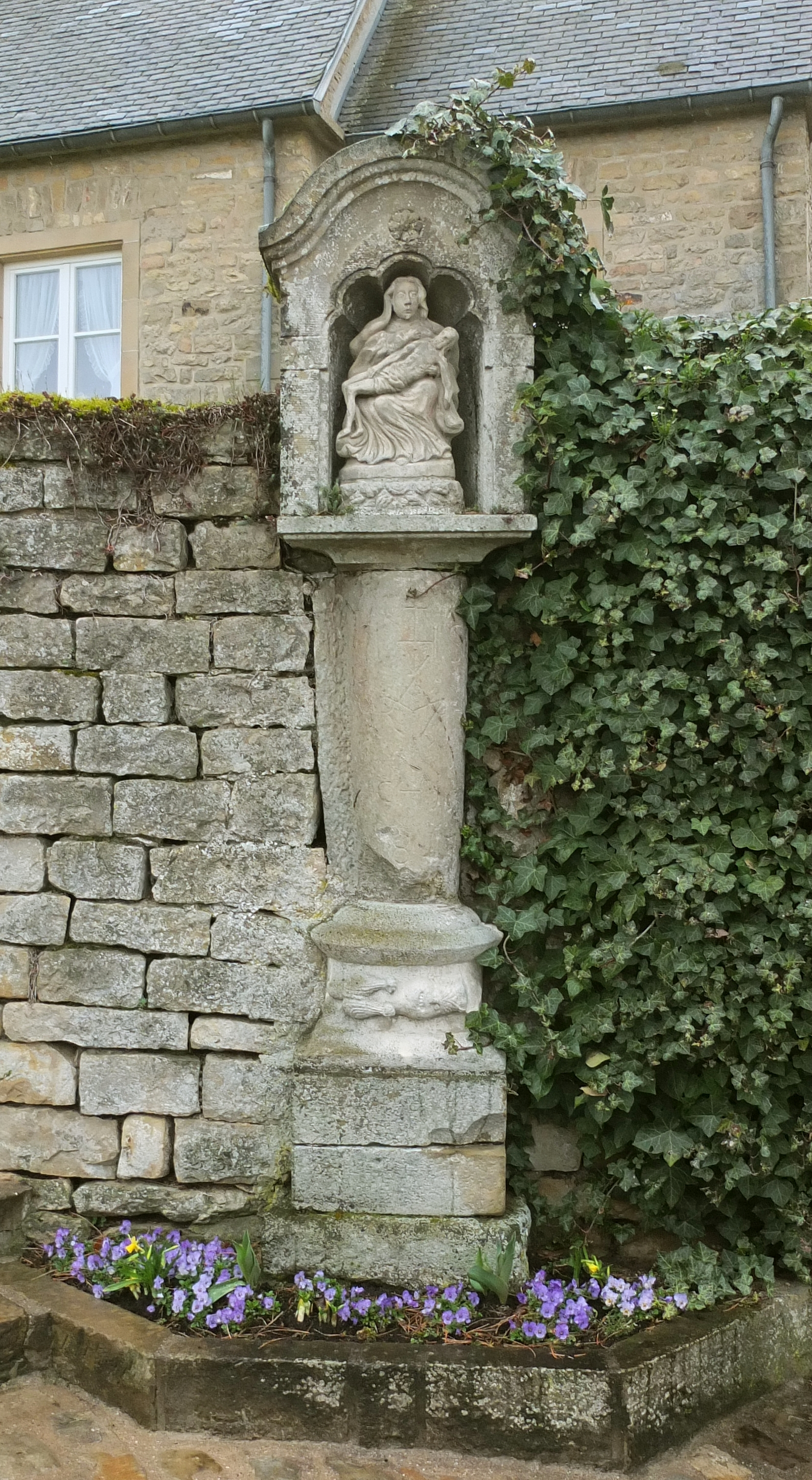
Le calvaire.
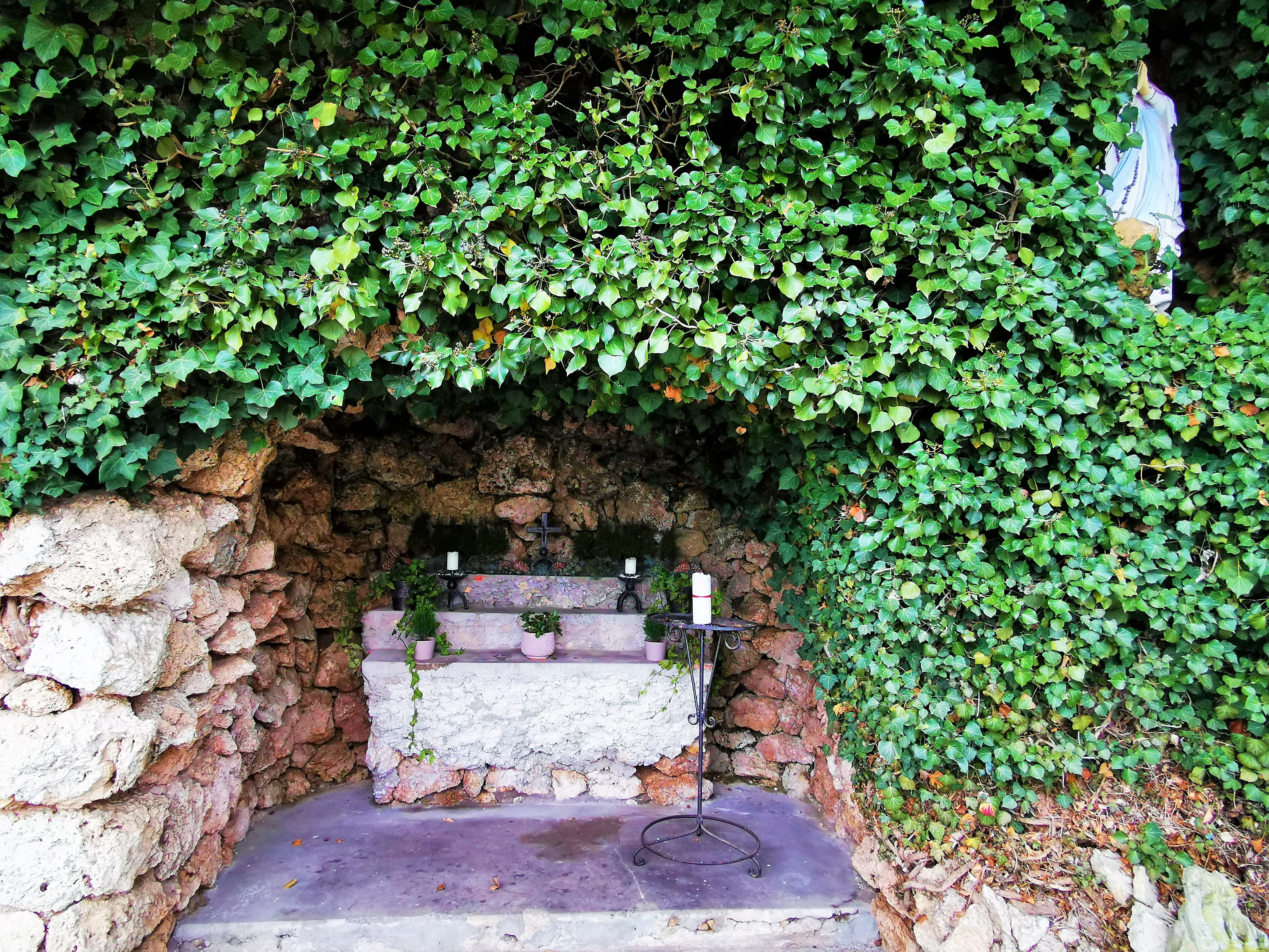
La grotte de Lourdes.
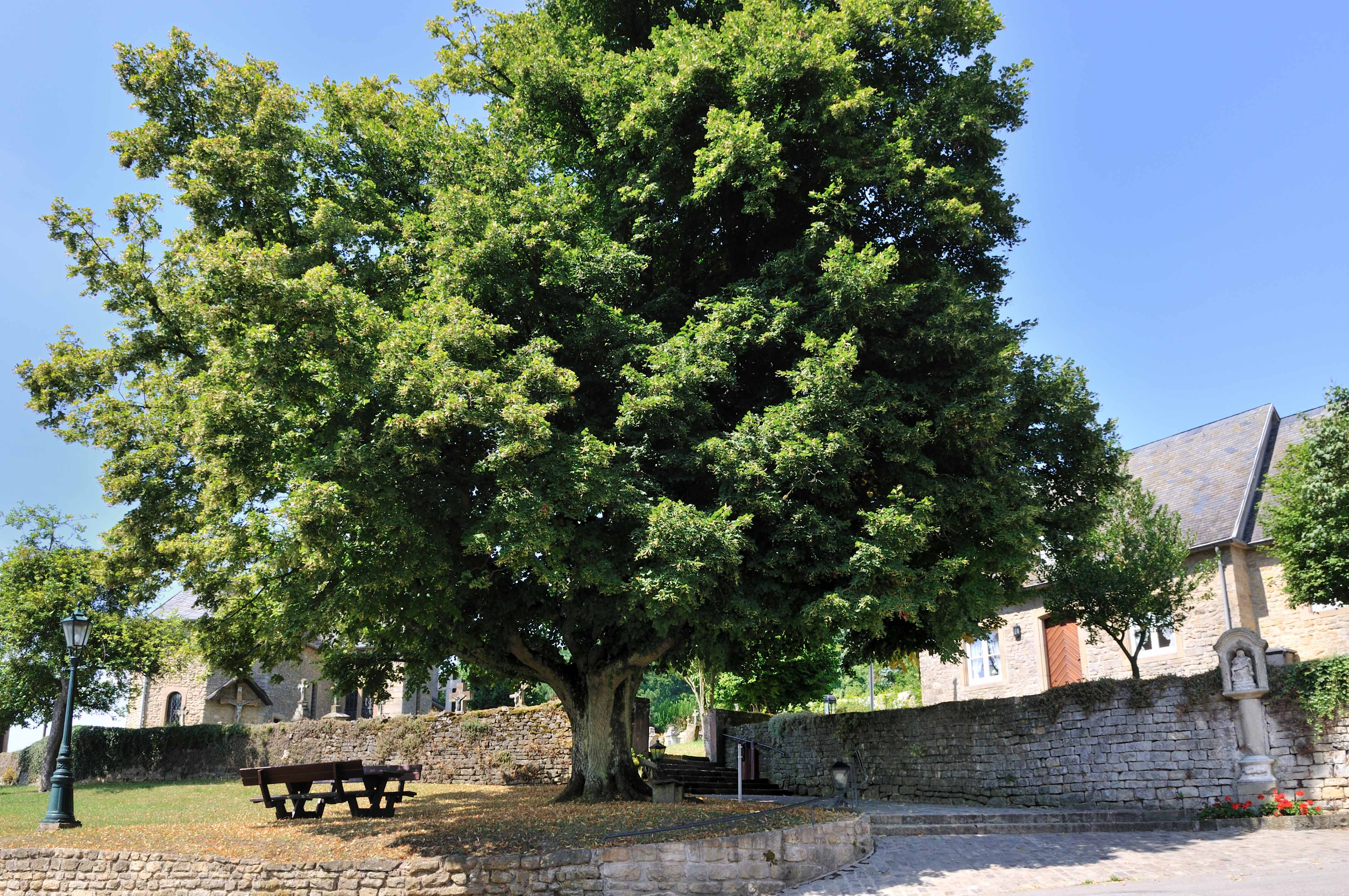
Un arbre remarquable.

Chapelle de l'Assomption de la Bienheureuse-Vierge-Marie (lb)